# Коте, Патрик
Патрик Коте (фр. Patrick Côté; род. 29 февраля 1980, Римуски) — канадский боец смешанного стиля, представитель средней и полусредней весовых категорий. Выступает на профессиональном уровне начиная с 2002 года, известен прежде всего по участию в турнирах бойцовской организации UFC, был претендентом на титул чемпиона UFC в среднем весе. Финалист бойцовского реалити-шоу The Ultimate Fighter.

## Биография
Патрик Коте родился 29 февраля 1980 года в городе Римуски провинции Квебек. В возрасте шестнадцати лет пошёл служить в Канадскую армию, где начал заниматься боксом, а позже — кикбоксингом, муай-тай и борьбой. Оставался военнослужащим вплоть до 2005 года, после чего решил полностью посвятить себя единоборствам.
Долгое время тренировался вместе с Жоржем Сен-Пьером в зале BTT Canada в Монреале, под руководством тренера Фабиу Оланды освоил здесь бразильское джиу-джитсу, удостоившись в этой дисциплине чёрного пояса.

### Начало профессиональной карьеры
Дебютировал в смешанных единоборствах на профессиональном уровне в ноябре 2002 года, заставил своего соперника сдаться в первом же раунде с помощью удушающего приёма сзади. Дрался в различных небольших промоушенах преимущественно на территории провинции Квебек — во всех случаях неизменно выходил из поединков победителем.

### Ultimate Fighting Championship
Имея в послужном списке пять побед и ни одного поражения, в 2004 году Коте привлёк к себе внимание крупнейшей бойцовской организации мира Ultimate Fighting Championship и дебютировал здесь, встретившись с бывшим чемпионом Тито Ортисом — был уве́домлен об этом бое всего за четыре дня до начала турнира, подменив травмировавшегося Гая Мезгера. Их противостояние в итоге продлилось все три раунда, Коте проиграл единогласным решением судей, но произвёл на руководство UFC впечатление тем, что вышел на таком коротком уведомлении и смог продержаться против такого именитого бойца всё отведённое время.
В 2005 году провёл в октагоне ещё два боя, против Джо Доэрксена и Криса Лебена, но обоим проиграл.
В 2006 году Коте завоевал титул чемпиона в среднем весе по версии канадской организации Maximum Fighting Championship, после чего принял участие в четвёртом сезоне популярного бойцовского реалити-шоу The Ultimate Fighter, где сумел дойти до финала — в решающем поединке с Тревисом Латтером попался на рычаг локтя и вынужден был сдаться.
Продолжая выступать в UFC, в период 2007—2008 годов взял верх над такими известными бойцами как Скотт Смит, Кендалл Гроув, Дрю Макфедрис и Рикарду Алмейда, причём в двух поединках заработал бонус за лучший нокаут вечера. Благодаря череде удачных выступлений удостоился права оспорить титул чемпиона в средней весовой категории, который на тот момент принадлежал бразильцу Андерсону Силве. Коте проиграл первые два раунда чемпионского боя, а в третьем получил травму колена и вынужден был отказаться от продолжения поединка, в результате чего был зафиксирован технический нокаут.
Около полутора лет понадобилось Патрику Коте на реабилитацию после травмы, в 2010 году он вернулся в октагон, но возвращение оказалось не очень удачным — последовали поражения от Алана Белчера и Тома Лоулора. На этом его контракт подошёл к концу, и боец покинул организацию.

### Независимые промоушены
В 2011 году Коте подписал контракт с монреальской организацией Ringside MMA, где сумел одержать две победы. Затем отметился победами в таких организациях Instinct MMA и Amazon Forest Combat.

### Возвращение в UFC
Находясь на серии из четырёх побед, в 2012 году Патрик Коте подписал новый контракт с UFC и заменил травмировавшегося Рича Франклина в поединке с Кунгом Ле. Проиграл этот бой единогласным решением судей.
Оставаясь в числе штатных бойцов организации, в дальнейшем взял верх над такими сильными бойцами как Алессио Сакара, Кайл Ноук, Джо Риггс и др. Выступил в роли наставника одного из сезонов TUF, где был главным тренером канадской команды, противостоявшей бойцам из Австралии.

## Статистика в профессиональном ММА
| Боёв 34          | Побед 23 | Поражений 11 |
| ---------------- | -------- | ------------ |
| Нокаутом         | 10       | 2            |
| Сдачей           | 3        | 3            |
| Решением         | 9        | 6            |
| Дисквалификацией | 1        | 0            |

| Результат | Рекорд | Соперник           | Способ                 | Турнир                                                   | Дата             | Раунд | Время | Место                | Примечание                                      |
| --------- | ------ | ------------------ | ---------------------- | -------------------------------------------------------- | ---------------- | ----- | ----- | -------------------- | ----------------------------------------------- |
| Поражение | 23-11  | Тиагу Алвис        | Единогласное решение   | UFC 210                                                  | 8 апреля 2017    | 3     | 5:00  | Буффало, США         |                                                 |
| Поражение | 23-10  | Дональд Серроне    | TKO (удары руками)     | UFC Fight Night: MacDonald vs. Thompson                  | 18 июня 2016     | 3     | 2:35  | Оттава, Канада       |                                                 |
| Победа    | 23-9   | Бен Сондерс        | TKO (удары руками)     | UFC Fight Night: Dillashaw vs. Cruz                      | 17 января 2016   | 2     | 1:14  | Бостон, США          |                                                 |
| Победа    | 22-9   | Джош Бёркман       | TKO (удары руками)     | UFC Fight Night: Holloway vs. Oliveira                   | 23 августа 2015  | 3     | 1:26  | Саскатун, Канада     | Бой вечера.                                     |
| Победа    | 21-9   | Джо Риггс          | Единогласное решение   | UFC 186                                                  | 25 апреля 2015   | 3     | 5:00  | Монреаль, Канада     |                                                 |
| Поражение | 20-9   | Стивен Томпсон     | Единогласное решение   | UFC 178                                                  | 27 сентября 2014 | 3     | 5:00  | Лас-Вегас, США       |                                                 |
| Победа    | 20-8   | Кайл Ноук          | Единогласное решение   | The Ultimate Fighter Nations Finale: Bisping vs. Kennedy | 16 апреля 2014   | 3     | 5:00  | Квебек, Канада       |                                                 |
| Победа    | 19-8   | Бобби Воелкер      | Единогласное решение   | UFC 158                                                  | 16 марта 2013    | 3     | 5:00  | Монреаль, Канада     | Дебют в полусреднем весе.                       |
| Победа    | 18-8   | Алессио Сакара     | DQ (удары по затылку)  | UFC 154                                                  | 17 ноября 2012   | 1     | 1:26  | Монреаль, Канада     |                                                 |
| Поражение | 17-8   | Кунг Ле            | Единогласное решение   | UFC 148                                                  | 7 июля 2012      | 3     | 5:00  | Лас-Вегас, США       |                                                 |
| Победа    | 17-7   | Густаву Машаду     | KO (удары руками)      | Amazon Forest Combat 2                                   | 31 марта 2012    | 1     | 2:44  | Манаус, Бразилия     |                                                 |
| Победа    | 16-7   | Крафтон Уоллас     | TKO (травма колена)    | Instinct MMA 1                                           | 7 октября 2011   | 1     | 1:36  | Буабриан, Канада     |                                                 |
| Победа    | 15-7   | Тодд Браун         | Единогласное решение   | Ringside MMA 11                                          | 4 июня 2011      | 3     | 5:00  | Квебек, Канада       | Бой в промежуточном весе 86,2 кг.               |
| Победа    | 14-7   | Кейлиб Стернз      | Единогласное решение   | Ringside MMA 10                                          | 9 апреля 2011    | 3     | 5:00  | Монреаль, Канада     |                                                 |
| Поражение | 13-7   | Том Лоулор         | Единогласное решение   | UFC 121                                                  | 23 октября 2010  | 3     | 5:00  | Анахайм, США         |                                                 |
| Поражение | 13-6   | Алан Белчер        | Сдача (удушение сзади) | UFC 113                                                  | 8 мая 2010       | 2     | 3:25  | Монреаль, Канада     |                                                 |
| Поражение | 13-5   | Андерсон Силва     | TKO (травма колена)    | UFC 90                                                   | 25 октября 2008  | 3     | 0:39  | Роузмонт, США        | Бой за титул чемпиона UFC в среднем весе.       |
| Победа    | 13-4   | Рикарду Алмейда    | Раздельное решение     | UFC 86                                                   | 5 июля 2008      | 3     | 5:00  | Лас-Вегас, США       |                                                 |
| Победа    | 12-4   | Дрю Макфедрис      | TKO (удары руками)     | UFC Fight Night: Swick vs. Burkman                       | 23 января 2008   | 1     | 1:44  | Лас-Вегас, США       | Нокаут вечера.                                  |
| Победа    | 11-4   | Кендалл Гроув      | TKO (удары руками)     | UFC 74                                                   | 25 августа 2007  | 1     | 4:45  | Лас-Вегас, США       | Нокаут вечера.                                  |
| Победа    | 10-4   | Джейсон Дэй        | TKO (удары руками)     | TKO 29                                                   | 1 июня 2007      | 1     | 4:05  | Монреаль, Канада     |                                                 |
| Победа    | 9-4    | Скотт Смит         | Единогласное решение   | UFC 67                                                   | 3 февраля 2007   | 3     | 5:00  | Лас-Вегас, США       |                                                 |
| Поражение | 8-4    | Тревис Латтер      | Сдача (рычаг локтя)    | The Ultimate Fighter: The Comeback Finale                | 11 ноября 2006   | 1     | 2:18  | Лас-Вегас, США       | Проиграл The Ultimate Fighter 4 в среднем весе. |
| Победа    | 8-3    | Джейсон Макдональд | Сдача (удушение сзади) | MFC 9: No Excuses                                        | 10 марта 2006    | 5     | 3:35  | Эдмонтон, Канада     | Выиграл титул чемпиона MFC в среднем весе.      |
| Победа    | 7-3    | Билл Махуд         | Сдача (гильотина)      | KOTC                                                     | 11 февраля 2006  | 2     | 2:42  | Принс-Джордж, Канада |                                                 |
| Поражение | 6-3    | Крис Лебен         | Раздельное решение     | UFC Ultimate Fight Night                                 | 6 августа 2005   | 3     | 5:00  | Лас-Вегас, США       |                                                 |
| Поражение | 6-2    | Джо Доэрксен       | Сдача (удушение сзади) | UFC 52                                                   | 16 апреля 2005   | 3     | 2:35  | Лас-Вегас, США       | Дебют в среднем весе.                           |
| Победа    | 6-1    | Рикардо Франсуа    | Раздельное решение     | TKO 19                                                   | 29 января 2005   | 3     | 5:00  | Монреаль, США        |                                                 |
| Поражение | 5-1    | Тито Ортис         | Единогласное решение   | UFC 50                                                   | 22 октября 2004  | 3     | 5:00  | Атлантик-Сити, США   |                                                 |
| Победа    | 5-0    | Билл Махуд         | KO (удар рукой)        | TKO 16                                                   | 22 мая 2004      | 1     | 0:21  | Квебек, Канада       |                                                 |
| Победа    | 4-0    | Стив Виньо         | KO (удар рукой)        | TKO 14                                                   | 29 ноября 2003   | 1     | 1:08  | Викториавилл, Канада |                                                 |
| Победа    | 3-0    | Ян Переллин        | Единогласное решение   | TKO 13                                                   | 6 сентября 2003  | 3     | 5:00  | Монреаль, Канада     |                                                 |
| Победа    | 2-0    | Гленн Мурдох       | TKO (удары руками)     | UCC Proving Ground 9                                     | 22 марта 2003    | 1     | 5:00  | Викториавилл, Канада |                                                 |
| Победа    | 1-0    | Паскаль Госслен    | Сдача (удушение сзади) | UCC Proving Ground 8                                     | 3 ноября 2002    | 1     | 1:18  | Викториавилл, Канада |                                                 |